# Lista de prêmios e indicações recebidos por Destiny's Child
Este anexo é uma lista dos prêmios e indicações recebidos por Destiny's Child, um grupo feminino norte-americano de R&B. Em 1998 a banda ganhou três prêmios no Soul Train Lady of Soul Awards, vencendo uma categoria com o álbum de estreia e duas com a música "No, No, No". Em Fevereiro de 2000 o Destiny's Child concorreu em duas categorias com o single "Bills, Bills, Bills" no Grammy Award. O grupo se destacou no Billboard Music Awards por vencer as quatro indicações que recebeu na cerimônia. O videoclipe da música "Say My Name" foi premiado como o Best R&B Video no MTV Video Music Awards.
Em Janeiro de 2001 a banda vence a categoria Favorite Soul/R&B Band/Duo/Group no American Music Awards. No mês seguinte o conjunto musical foi premiado com a canção "Say My Name" em duas de cinco indicações que recebeu na cerimônia do Grammy Award. O clipe da música "Survivor" ganhou o prêmio de Best R&B Video no MTV Video Music Awards. O grupo se destacou no Billboard Music Awards por vencer todas as cinco indicações que recebeu na premiação. Em 2002 a canção "Survivor" é premiada no Grammy Award. Ao longo do ano o Destiny's Child venceu algumas categorias como Best International Group no Brit Awards, Favorite Singing Group no Nickelodeon Kids' Choice Awards e Best R&B International no TMF Awards. A banda ganhou todas as indicações que recebeu nas cerimônias do World Music Awards que foram realizadas em 2002 e 2005.
Em 2006 o grupo concorreu em quatro categorias no Grammy Award, mas não venceu nenhuma. No Groovevolt Awards as canções "Cater 2 U" e "Through with Love" venceram as indicações que estavam concorrendo. Os singles "Lose My Breath" e "Soldier" foram premiados na categoria Most Performed Songs do ASCAP Pop Music Awards. Ao longo do ano a banda foi homenageada com prêmios especiais em cerimônias como o MTV Asia Awards, MTV Video Music Awards Japan e Hollywood Walk of Fame.

## American Music Awards
O American Music Awards é uma premiação musical que acontece anualmente, o premio foi criado por Dick Clark em 1973.
| Ano  | Nomeação                  | Categoria                        | Resultado |
| ---- | ------------------------- | -------------------------------- | --------- |
| 2001 | Destiny's Child           | Favorite Soul/R&B Band/Duo/Group | Venceu    |
| 2001 | The Writing's on the Wall | Favorite Soul/R&B Album          | Indicação |
| 2002 | Survivor                  | Favorite Pop/Rock Album          | Venceu    |
| 2002 | Destiny's Child           | Favorite Soul/R&B Band/Duo/Group | Venceu    |
| 2002 | Destiny's Child           | Internet Artist of the Year      | Indicação |
| 2005 | Destiny's Child           | Favorite Soul/R&B Band/Duo/Group | Venceu    |
| 2005 | Destiny Fulfilled         | Favorite Soul/R&B Album          | Venceu    |

## Artist Direct (ADOMA) Awards
| Ano  | Nomeação        | Categoria                     | Resultado |
| ---- | --------------- | ----------------------------- | --------- |
| 2000 | Destiny's Child | Favorite Group: Urban/Hip-Hop | Venceu    |

## ASCAP Pop Music Awards
O ASCAP Pop Music Awards é uma premiação que acontece anualmente para homenagear os compositores e editores da música pop.
| Ano  | Nomeação                         | Categoria            | Resultado |
| ---- | -------------------------------- | -------------------- | --------- |
| 2006 | "Lose My Breath"                 | Most Performed Songs | Venceu    |
| 2006 | "Soldier" (com T.I. e Lil Wayne) | Most Performed Songs | Venceu    |

## BET Awards
O BET Awards é uma premiação musical realizada desde 2001 pela Black Entertainment Television, para premiar os afro-americanos da música, cinema, esporte entre ouras categorias. A cerimônia acontece anualmente e é transmitida ao vivo pelo canal de televisão BET.
| Ano  | Nomeação                         | Categoria                      | Resultado |
| ---- | -------------------------------- | ------------------------------ | --------- |
| 2001 | Destiny's Child                  | Best Female Group              | Venceu    |
| 2002 | Destiny's Child                  | Best Group                     | Indicação |
| 2005 | "Soldier" (com T.I. e Lil Wayne) | Best Collaboration             | Indicação |
| 2005 | Destiny's Child                  | Best Group                     | Venceu    |
| 2005 | Destiny's Child                  | BET Viewer's Choice Song Award | Indicação |
| 2006 | Destiny's Child                  | Best Group                     | Indicação |

## Billboard
As cerimônias dos prêmios da Billboard acontecem anualmente para homenagear os artistas da indústria musical.

### Billboard Music Awards
| Ano  | Nomeação                                    | Categoria                                         | Resultado |
| ---- | ------------------------------------------- | ------------------------------------------------- | --------- |
| 2000 | Destiny's Child                             | Artist of the Year                                | Venceu    |
| 2000 | Destiny's Child                             | Artist of the year, Duo/Group                     | Venceu    |
| 2000 | Destiny's Child                             | Hot 100 Singles Artist of the Year                | Venceu    |
| 2000 | Destiny's Child                             | Hot 100 Singles Duo or Group of the Year          | Venceu    |
| 2001 | Destiny's Child                             | Artist of the Year                                | Venceu    |
| 2001 | Destiny's Child                             | Artist of the year, Duo/Group                     | Venceu    |
| 2001 | Destiny's Child                             | Hot 100 Singles Artist of the Year                | Venceu    |
| 2001 | Destiny's Child                             | Hot 100 Singles Artist of the Year - Duo or Group | Venceu    |
| 2001 | "Independent Women" (Para:Charlie's Angels) | Soundtrack Single of the Year                     | Venceu    |
| 2004 | Destiny's Child                             | Artist Achievement Award                          | Venceu    |
| 2005 | Destiny's Child                             | R&B/Hip-Hop Group of the Year                     | Venceu    |
| 2005 | Destiny's Child                             | R&B/Hip-Hop Artist of the Year                    | Indicação |

### Billboard Music Video Awards
| Ano  | Nomeação      | Categoria                 | Resultado |
| ---- | ------------- | ------------------------- | --------- |
| 2000 | "Say My Name" | Maximum Vision Video      | Indicação |
| 2000 | "Say My Name" | Best R&B Clip of the Year | Indicação |

### Billboard R&B/Hip-Hop Awards
| Ano  | Nomeação          | Categoria                             | Resultado |
| ---- | ----------------- | ------------------------------------- | --------- |
| 2005 | Destiny Fulfilled | Top R&B/Hip-hop Albums                | Indicação |
| 2005 | Destiny Child     | Top R&B/Hip-hop Artist                | Indicação |
| 2005 | Destiny Child     | Top R&B/Hip-hop Artist - Duo or Group | Venceu    |
| 2005 | "Lose My Breath"  | Top R&B/Hip-hop Singles - Sales       | Indicação |
| 2006 | Destiny's Child   | Top R&B/Hip-hop Artist - Duo or Group | Venceu    |

## Blockbuster Entertainment Awards
O Blockbuster Entertainment Award é uma premiação que acontece anualmente desde 1994 para homenagear os artistas da música, do cinema, entre outras categorias.
| Ano  | Nomeação                                     | Categoria                                  | Resultado |
| ---- | -------------------------------------------- | ------------------------------------------ | --------- |
| 2000 | Destiny's Child                              | Favorite Group - R&B                       | Indicação |
| 2001 | Destiny's Child                              | Favorite Group of the Year                 | Venceu    |
| 2001 | Destiny's Child                              | Favorite Group - R&B                       | Venceu    |
| 2001 | Destiny's Child                              | Favorite Group - Pop (Internet Only)       | Indicação |
| 2001 | "Say My Name"                                | Favorite Single (Internet Only)            | Indicação |
| 2001 | "Independent Women" (Para: Charlie's Angels) | Favorite Song from a Movie (Internet Only) | Indicação |

## BMI Pop Awards
O BMI Pop Award são prêmios realizados anualmente pela Broadcast Music Incorporated (BMI) para homenagear os compositores e editores das canções mais tocadas do ano.
| Ano  | Nomeação              | Categoria           | Resultado |
| ---- | --------------------- | ------------------- | --------- |
| 2001 | "Bills, Bills, Bills" | Most Performed Song | Venceu    |
| 2001 | "Say My Name"         | Most Performed Song | Venceu    |

## Brit Awards
O BRIT Awards é uma cerimônia de entrega de prêmios pela Indústria Fonográfica Britânica.
| Ano  | Nomeação        | Categoria                | Resultado |
| ---- | --------------- | ------------------------ | --------- |
| 2002 | Destiny's Child | Best International Group | Venceu    |

## Dirty Awards
O Dirty Awards é uma premiação musical que é realizada anualmente.
| Ano  | Nomeação                         | Categoria                          | Resultado |
| ---- | -------------------------------- | ---------------------------------- | --------- |
| 2005 | Destiny's Child                  | Best Stage Performance             | Indicação |
| 2005 | Destiny's Child                  | Best R&B Group                     | Indicação |
| 2005 | Destiny's Child                  | Dirty Andre 3000 Trendsetter Award | Indicação |
| 2005 | "Soldier" (com T.I. e Lil Wayne) | Best Dirty Collabo                 | Indicação |

## Glamour Awards
O prêmio Glamour Awards e entregue anualmente para as mulheres que se destacam ao longo do ano.
| Ano  | Nomeação        | Categoria        | Resultado |
| ---- | --------------- | ---------------- | --------- |
| 2005 | Destiny's Child | Band of the Year | Venceu    |

## Groovevolt Awards
O Groovevolt Awards é uma premiação realizada anualmente pelo site de música Groovevolt.com.
| Ano  | Nomeação            | Categoria                      | Resultado |
| ---- | ------------------- | ------------------------------ | --------- |
| 2006 | "Cater 2 U"         | Best Song, Band, Duo, or Group | Venceu    |
| 2006 | "Through with Love" | Best Deep Cut                  | Venceu    |

## Grammy Award
O Grammy Awards é considerado o prêmio mais importante da indústria musical internacional, que acontece anualmente pela National Academy of Recording Arts and Sciences.
| Ano  | Nomeação                                   | Categoria                                                                | Resultado |
| ---- | ------------------------------------------ | ------------------------------------------------------------------------ | --------- |
| 2000 | "Bills, Bills, Bills"                      | Best R&B Song                                                            | Indicação |
| 2000 | "Bills, Bills, Bills"                      | Best R&B Performance by a Duo or Group with Vocals                       | Indicação |
| 2001 | "Say My Name"                              | Record of the Year                                                       | Indicação |
| 2001 | "Say My Name"                              | Song of the Year                                                         | Indicação |
| 2001 | "Say My Name"                              | Best R&B Song                                                            | Venceu    |
| 2001 | "Say My Name"                              | Best R&B Performance by a Duo or Group with Vocals                       | Venceu    |
| 2001 | "Independent Women" Para: Charlie's Angels | Best Song Written for a Motion Picture, Television or Other Visual Media | Indicação |
| 2002 | Survivor                                   | Best R&B Album                                                           | Indicação |
| 2002 | "Survivor"                                 | Best R&B Performance by a Duo or Group with Vocals                       | Venceu    |
| 2005 | "Lose My Breath"                           | Best R&B Performance by a Duo or Group with Vocal                        | Indicação |
| 2006 | Destiny Fulfilled                          | Best Contemporary R&B Album                                              | Indicação |
| 2006 | "Cater 2 U"                                | Best R&B Song                                                            | Indicação |
| 2006 | "Cater 2 U"                                | Best R&B Performance by a Duo or Group with Vocals                       | Indicação |
| 2006 | "Soldier" (com: T.I. e Lil Wayne)          | Best Rap/Sung Collaboration                                              | Indicação |

## Hollywood Walk of Fame
A Hollywood Walk of Fame é uma calçada ao longo da Hollywood Boulevard e Vine Street em Hollywood, Califórnia, com mais de 2 mil estrelas de cinco pontas para homenagear artistas para a sua realização na indústria do entretenimento.
| Ano  | Categoria | Indicação                    | Notas  |
| ---- | --------- | ---------------------------- | ------ |
| 2002 | Ela mesma | Cinema (17.01.02) - n. 2.462 | Venceu |

## Hong Kong Top Sales Music Award
| Ano  | Nomeação          | Categoria                          | Resultado |
| ---- | ----------------- | ---------------------------------- | --------- |
| 2004 | Destiny Fulfilled | The Best Sales Releases, Cantonese | Venceu    |
| 2005 | #1's              | The Best Sales Releases, Cantonese | Venceu    |

## International Dance Music Awards
O prêmio International Dance Music Awards foi criado em 1985. É uma parte do Winter Music Conference, um evento de música eletrônica de uma semana realizada anualmente.
| Ano  | Nomeação         | Categoria                  | Resultado |
| ---- | ---------------- | -------------------------- | --------- |
| 2005 | "Lose My Breath" | Best R&B/Urban Dance Track | Indicação |

## Japan Gold Disc Awards
| Ano  | Nomeação                   | Categoria                                          | Resultado |
| ---- | -------------------------- | -------------------------------------------------- | --------- |
| 2001 | The Platinum's on the Wall | International Music Video Of The Year (short-form) | Venceu    |
| 2005 | Destiny Fulfilled          | International Rock & Pop Album of the Year         | Venceu    |
| 2006 | #1's                       | International Rock & Pop Album of the Year         | Venceu    |
| 2006 | #1's                       | Movies Artists                                     | Venceu    |

## MTV
Todos os MTV Music Awards são entregues anualmente pelo canal de televisão MTV.

### MTV Asia Awards
| Ano  | Nomeação        | Categoria                            | Resultado |
| ---- | --------------- | ------------------------------------ | --------- |
| 2006 | Destiny's Child | Special Achievement In Popular Music | Venceu    |

### MTV Europe Music Awards
| Ano  | Nomeação        | Categoria  | Resultado |
| ---- | --------------- | ---------- | --------- |
| 2001 | Destiny's Child | Best Group | Indicação |
| 2001 | Destiny's Child | Best R&B   | Indicação |
| 2001 | "Survivor"      | Best Song  | Indicação |

### MTV Video Music Awards
| Ano  | Nomeação                                     | Categoria              | Resultado |
| ---- | -------------------------------------------- | ---------------------- | --------- |
| 2000 | "Say My Name"                                | Best Group Video       | Indicação |
| 2000 | "Say My Name"                                | Best Pop Video         | Indicação |
| 2000 | "Say My Name"                                | Best R&B Video         | Venceu    |
| 2001 | "Survivor"                                   | Best Group Video       | Indicação |
| 2001 | "Survivor"                                   | Best Pop Video         | Indicação |
| 2001 | "Survivor"                                   | Best R&B Video         | Venceu    |
| 2001 | "Independent Women" (Para: Charlie's Angels) | Best Video from a Film | Indicação |
| 2001 | "Independent Women" (Para: Charlie's Angels) | Viewer's Choice        | Indicação |
| 2005 | "Soldier" (com T.I. e Lil Wayne)             | Best Group Video       | Indicação |
| 2005 | "Lose My Breath"                             | Best Dance Video       | Indicação |

### MTV Video Music Awards Japan
| Ano  | Nomeação            | Categoria         | Resultado |
| ---- | ------------------- | ----------------- | --------- |
| 2006 | "Stand Up for Love" | Best R&B Video    | Indicação |
| 2006 | Destiny's Child     | Inspiration Award | Venceu    |

## MuchMusic Video Awards
O MuchMusic Video Awards é uma premiação anual canadense que é realizada pelo canal MuchMusic.
| Ano  | Nomeação         | Categoria                        | Resultado |
| ---- | ---------------- | -------------------------------- | --------- |
| 2000 | "Say My Name"    | Best International Video         | Indicação |
| 2005 | "Lose My Breath" | Best International Video - Group | Indicação |

## NAACP Image Awards
O NAACP Image Awards é um prêmio realizado desde 1970 pela National Association for the Advancement of Colored People, para homenagear os artistas negros mais influentes do ano no cinema, televisão e música.
| Ano  | Nomeação            | Categoria                | Resultado |
| ---- | ------------------- | ------------------------ | --------- |
| 2000 | Destiny's Child     | Outstanding Duo or Group | Venceu    |
| 2001 | Destiny's Child     | Outstanding Duo or Group | Venceu    |
| 2002 | Destiny's Child     | Outstanding Duo or Group | Venceu    |
| 2005 | Destiny's Child     | Outstanding Duo or Group | Venceu    |
| 2005 | Destiny Fulfilled   | Outstanding Album        | Indicação |
| 2006 | Destiny's Child     | Outstanding Duo or Group | Venceu    |
| 2006 | "Stand Up for Love" | Outstanding Music Video  | Indicação |

## Nickelodeon Kids' Choice Awards
O Nickelodeon Kids' Choice Awards foi criado pelo canal de televisão a cabo Nickelodeon em 1988, para premiar os artistas do cinema, televisão, e música americana.
| Ano  | Nomeação        | Categoria              | Resultado |
| ---- | --------------- | ---------------------- | --------- |
| 2000 | "Bug a Boo"     | Favorite Song          | Indicação |
| 2001 | Destiny's Child | Favorite Singing Group | Venceu    |
| 2002 | Destiny's Child | Favorite Singing Group | Venceu    |
| 2006 | Destiny's Child | Favorite Music Group   | Indicação |

## People's Choice Awards
O People's Choice Awards é uma premiação que reconhece as pessoas e o trabalho da cultura popular. A premiação tem sido realizada anualmente desde 1975 na CBS e é produzida pela Procter & Gamble.
| Ano  | Nomeação        | Categoria      | Resultado |
| ---- | --------------- | -------------- | --------- |
| 2006 | Destiny's Child | Favorite Group | Indicação |

## Radio Disney Music Awards
O Radio Disney Music Awards é uma premiação que foi criada em 2002 para homenagear os artistas do entretenimento.
| Ano  | Nomeação        | Categoria  | Resultado |
| ---- | --------------- | ---------- | --------- |
| 2003 | Destiny's Child | Best Group | Venceu    |

## Radio Music Awards
O Radio Music Awards foi uma premiação anual da música americana, que premia as melhores canções que tocaram nas rádios do país.
| Ano  | Nomeação        | Categoria                                     | Resultado |
| ---- | --------------- | --------------------------------------------- | --------- |
| 2001 | Destiny's Child | Artist of the Year - Hip-Hop Rhythmic Radio   | Venceu    |
| 2001 | Destiny's Child | Artist of the Year - Top 40 Pop Radio         | Venceu    |
| 2006 | Destiny's Child | Artist of the Year - Urban and Rhythmic Radio | Indicação |

## Soul Train Lady of Soul Awards
O Soul Train Lady of Soul Awards teve sua primeira cerimônia em 1995, para premiar as artistas femininas que mais se destacaram.
| Ano  | Nomeação                         | Categoria                                       | Resultado |
| ---- | -------------------------------- | ----------------------------------------------- | --------- |
| 1998 | "No, No, No" (com Wyclef Jean)   | Best R&B/Soul Single, Group, Band or Duo        | Venceu    |
| 1998 | "No, No, No" (com Wyclef Jean)   | Best R&B/Soul or Rap New Artist                 | Venceu    |
| 1998 | "No, No, No" (com Wyclef Jean)   | Best R&B/Soul or Rap Song of the Year           | Indicação |
| 1998 | Destiny's Child                  | Best R&B/Soul Album of the Year                 | Venceu    |
| 2000 | "Say My Name"                    | Best R&B/Soul Single, Group, Band or Duo        | Venceu    |
| 2000 | "Say My Name"                    | R&B/Soul or Rap Song of the Year                | Indicação |
| 2000 | The Writing's on the Wall        | Best R&B/Soul Album of the Year                 | Venceu    |
| 2001 | "Survivor"                       | Best R&B/Soul Single, Group, Band or Duo        | Venceu    |
| 2001 | "Independent Women"              | Best R&B/Soul or Rap Song of the Year           | Indicação |
| 2002 | "Emotion"                        | Best R&B/Soul Single, Group, Band or Duo        | Venceu    |
| 2002 | Survivor                         | R&B/Soul Album of the Year, Group, Band, or Duo | Venceu    |
| 2005 | "Soldier" (com T.I. e Lil Wayne) | Best R&B/Soul Single Group, Band or Duo         | Venceu    |
| 2005 | Destiny Fulfilled                | Best R&B/Soul Album, Group, Band or Duo         | Venceu    |

## Soul Train Music Awards
O Soul Train Music Awards é uma premiação musical realizado anualmente para premiar artistas de diversos estilos musicais, principalmente artistas do R&B.
| Ano  | Nomeação                  | Categoria                                                     | Resultado |
| ---- | ------------------------- | ------------------------------------------------------------- | --------- |
| 2000 | "Bills, Bills, Bills"     | Best R&B/Soul Single, Group, Band, or Duo                     | Indicação |
| 2000 | The Writing's on the Wall | Best R&B/Soul Album, Group, Band, or Duo                      | Indicação |
| 2001 | "Independent Women"       | Best R&B/Soul Single, Group, Band or Duo                      | Indicação |
| 2001 | Destiny's Child           | Sammy Davis Jr. Award                                         | Venceu    |
| 2005 | Destiny Fulfilled'        | R&B/Soul Album, Group, Band or Duo                            | Venceu    |
| 2005 | "Lose My Breath"          | Best R&B/Soul Single, Group, Band or Duo                      | Indicação |
| 2006 | Destiny's Child           | Quincy Jones Award for Outstanding Career Achievements-Female | Venceu    |
| 2006 | "Cater 2 U"               | Best R&B/Soul Single, Group, Band or Duo                      | Venceu    |

## Source Awards
O Source Awards é uma cerimônia realizada desde 1994 para homenagear os artistas da música.
| Ano  | Nomeação        | Categoria              | Resultado |
| ---- | --------------- | ---------------------- | --------- |
| 2000 | Destiny's Child | R&B Artist of the Year | Indicação |

## Teen Choice Awards
O Teen Choice Awards é uma premiação realizada anualmente pela emissora de televisão FOX, premiando artistas da música, cinema, entre outras categorias.
| Ano  | Nomeação        | Categoria        | Resultado |
| ---- | --------------- | ---------------- | --------- |
| 2001 | Destiny's Child | Choice Pop Group | Venceu    |

## TMF Awards
O TMF Awards é uma premiação anual que é transmitida ao vivo pela The Music Factory (TMF).
| Ano  | Nomeação            | Categoria                    | Resultado |
| ---- | ------------------- | ---------------------------- | --------- |
| 2000 | Destiny's Child     | Best R&B International       | Venceu    |
| 2001 | "Independent Women" | Best Single International    | Venceu    |
| 2001 | Destiny's Child     | Best R&B International       | Venceu    |
| 2002 | Destiny's Child     | Best R&B International       | Venceu    |
| 2002 | Survivor            | Best Album International     | Venceu    |
| 2005 | Destiny's Child     | Best Pop Group International | Venceu    |

## Trumpet Awards
O Trumpet Awards reconhece as realizações de pessoas ou grupos que contribuíram significativamente para melhorar a qualidade de vida para todos os indivíduos.
| Ano  | Nomeação        | Categoria         | Resultado |
| ---- | --------------- | ----------------- | --------- |
| 2003 | Destiny's Child | Recording Artists | Venceu    |

## VH1/Vogue Fashion Awards
O VH1/Vogue Fashion Awards premia anualmente os músicos mais bem vestidos e artistas do mundo da moda.
| Ano  | Nomeação        | Categoria         | Resultado |
| ---- | --------------- | ----------------- | --------- |
| 2000 | Destiny's Child | Most Stylish Band | Indicação |
| 2001 | Destiny's Child | Outrageous Group  | Venceu    |

## Vibe Awards
O Vibe Awards é um premio musical realizada pela revista Vibe desde 2003.
| Ano  | Nomeação                         | Categoria             | Resultado |
| ---- | -------------------------------- | --------------------- | --------- |
| 2005 | Destiny's Child                  | R&B Voice of the Year | Indicação |
| 2005 | Destiny's Child                  | Best Group            | Indicação |
| 2005 | "Soldier" (com T.I. & Lil Wayne) | Coolest Collabo       | Indicação |

## World Music Awards
O World Music Awards é uma cerimônia anual que teve inicio em 1989, o prêmio reconhece artistas da indústria musical que se destacaram.
| Ano  | Nomeação        | Categoria                                     | Resultado |
| ---- | --------------- | --------------------------------------------- | --------- |
| 2002 | Destiny's Child | World's Best-Selling Artist or Group          | Venceu    |
| 2002 | Destiny's Child | World's Best-Selling Pop Group                | Venceu    |
| 2002 | Destiny's Child | World's Best-Selling R&B Group                | Venceu    |
| 2005 | Destiny's Child | World's Best Selling Female Group of All Time | Venceu    |
| 2005 | Destiny's Child | World's Best Seliing Pop Group                | Venceu    |
| 2005 | Destiny's Child | World Best Selling R&B Group                  | Venceu    |
| 2013 | Destiny's Child | World's Best Group                            | Indicado  |
| 2013 | Love Songs      | World's Best Album                            | Indicado  |
| 2013 | "Nuclear"       | World's Best Song                             | Indicado  |